# 平頭鱈
平頭鱈為輻鰭魚綱鱈形目鱈科的其中一種。

## 分布
本魚分布於東北大西洋，從挪威、比斯開灣至不列顛群島海域。

## 特徵
本魚體延長，具有兩個背鰭和一個臀鰭；第一背鰭退化，僅有3枚軟條；第二背鰭則有60至66枚軟條；腹鰭存在，有6枚軟條，外側軟條較長，第二軟條更延長至肛門前緣。頭大而寬，頭長與頭寬約略等長。下頷有鬚，吻部則無。體色為單一暗褐色，閃著藍色光澤；唇部色淡。體長可達30公分。

## 生態
通常棲息在水深10至15公尺深的淺水岸邊，在岩石的底部上有海草的地方。性喜獨居且具地域性。主要以底棲甲殼類、軟體動物、蠕蟲及小魚為食。每年7至9月是其產卵期。

## 經濟利用
產量不多，無漁業價值，可飼養於水族館供觀賞。